# Kick (White Rose Movement)
Kick è il primo cd pubblicato dai White Rose Movement e risale al 2006. All'uscita del cd è seguito un tour a livello mondiale (tra cui il Coachella Festival) con date in Inghilterra, in Italia, in Spagna ed in altri paesi.

## Tracce
1. Kick
2. Girls In The Back
3. Love Is A Number
4. Alsatian
5. London's Mine
6. Pig Heil Jam
7. Idiot Drugs
8. Deborah Carne
9. Testcard Girl
10. Speed
11. Cruella (Luna Park: ghost track)